# أغنس مريم الصليب

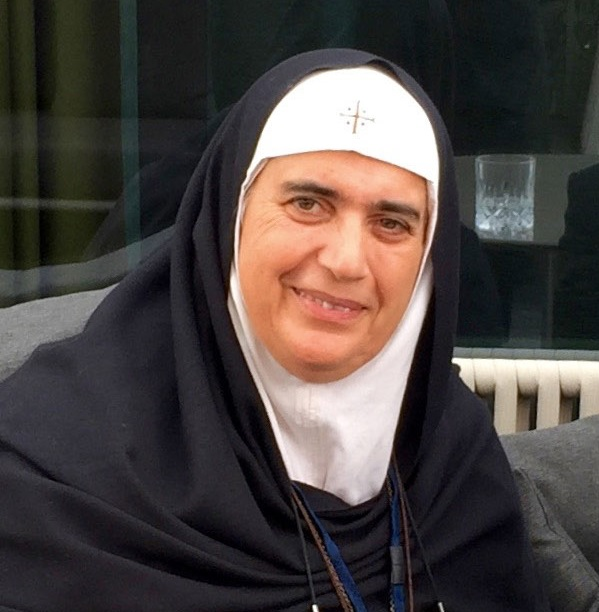
Agnes Mariam de la Croix, in 2015

الأم أغنيس مريم دي لا كروا (مواليد 1952)، المعروفة بالأم أغنس راهبة مسيحية. هي رئيسة دير القديس يعقوب المقطع للروم الملكيين الكاثوليك في بلدة قارة في محافظة ريف دمشق التابع لأبرشية حمص في سوريا. إنها صريحة فيما يتعلق الثورة السورية ووفقًا للسياسة الخارجية، فهي "واحدة من أكثر المدافعين بقوة عن كيان النظام السوري البائد التي تخدم المواطنين السوريين. بغض النظر عن شخص الرئيس بشار الأسد 

## حياتها السابقة
ولدت ماري فادية لحام في بيروت، لبنان، وكان والدها فلسطيني فر من الناصرة في الوقت الذي تم فيه إنشاء إسرائيل في عام 1948  بينما كانت والدتها لبنانية. بعد تعليمها من قبل الراهبات الفرنسيات، أصبحت هيبية لمدة عامين ونصف أثناء سفرها في أوروبا والهند ونيبال. بينما في النيبال، تغلب عليها حب الله غير المشروط، والوحي الذي «أعطاني الله، لمحة عن المجد الذي احتفظ به لأولئك الذين يتم إنقاذهم». ثم أصبحت راهبة في رهبنة كرملية في عام 1971، وعملت على مساعدة العائلات النازحة من الحرب الأهلية اللبنانية.
حصلت الأم أغنيس على موافقة السلطات الدينية للعمل مع كنيسة الروم الملكيين الكاثوليك في عام 1992، وانتقلت إلى سوريا بعد ذلك بحوالي عامين بهدف ترميم دير. قالت الأم أغنيس في حدث في سان فرانسيسكو خلال جولتها الأمريكية في عام 2013: «كنت أكره السوريين الذين جاءوا إلى لبنان لقصفنا كل يوم "خلال الحرب الأهلية في البلاد ، لكن" ثم دعاني الرب إلى سوريا إلى مغامرة مباركة لاستعادة دير قديم كان في حالة خراب "وخضعت لـ" تحول "وبعد ذلك" تعلمت ألا أكره أحدا»

## الحرب الأهلية السورية
أُتهمت الأم أغنيس مريم بضلوعها في مؤامرة للحكومة السورية لقتل الصحفي الفرنسي جيل جاكي الذي فقد حياته في حمص خلال عام 2012. وقد أدى كتاب كتبه أرملته وزميلين، والتي وجهت فيه الاتهامات، بالأم أغنيس لمقاضاتهم بتهمة التشهير. لكنها خسرت الحكم لصالح الصحفيين الثلاثة. واعتبرت المحكمة أن «كانت الكلمات والوقائع التي تمت متابعتها قضائيًا غير دقيقة للغاية"».
أكدت أن جماعات المعارضة أجبرت 8 000 مسيحي في حمص على نزوح، وقالت أيضاً إن غالبية المقاتلين هم من خارج سوريا. هذا الادعاء الأخير كان موضع خلاف. في مقابلة مع الجريدة اليومية الأسترالي في أكتوبر 2012، قالت الأم أغنيس «إن التمرد أصبح تعبيرًا إسلاميًا ثابتًا وعنيفًا ضد مجتمع علماني ليبرالي».
حاولت الأم أغنيس إثبات أن نشطاء المعارضة السورية قاموا بتلفيق مقاطع الفيديو التي تظهر ضحايا هجوم الغوطة الكيميائي في دمشق في 21 أغسطس 2013. ورغم أنه ليس لديها أي تدريب رسمي على تحليل أدلة الفيديو أو استخدام الأسلحة الكيميائية إلا أنها جمعت تقريرًا من 50 صفحة.
استخدم سيرجي لافروف، وزير الخارجية الروسية، ادعاءاتها لإثارة الشكوك حول مسؤولية قوات الأسد عن الهجوم الكيميائي على الغوطة، وتم منح الأم أغنيس وقتًا في محطة آر تي الروسية لنقل آرائها. قال بيتر بوكيرت، مدير الطوارئ في هيومن رايتس ووتش، إن مزاعمها خاطئة تمامًا، وأن هيومن رايتس ووتش لم تعثر على دليل على أن مقاطع الفيديو قد فُبركت.في عام 2013، حذرها المتمردون بالقرب من الدير من أن المقاتلين المتطرفين أرادوا اختطافها، وساعدوها على الفرار. قامت الأم أغنيس بدور جهة الاتصال الحكومية أثناء إخلاء المعضمية (ثم تحت الحصار) في نهاية أكتوبر 2013. بينما تم الإفراج عن ما يصل إلى 1 800 امرأة وطفل وغيرهم، طبقًا للمتحدث باسم المتمردين كاسي زكريا، تم اعتقال حوالي 300, رجل من قبل الحكومة وأُجبروا على الانضمام إلى الجيش السوري. ووفقًا لرايا جلبي من صحيفة الجارديان «سألت إذا كانت تعتبر حزب الله وإيران - كيانين يدعمان حكومة الأسد - متواطئين في نسيج القوى الطائفية الأجنبية داخل سوريا، فقالت لا، لأن "حزب الله لا يأتي كما هو. قوة دينية، ولا يرتكب جرائم ذات طبيعة دينية"».
في أواخر عام 2013، قامت بجولة في الولايات المتحدة وزارت أوروبا لتقديم روايتها عن الأحداث في سوريا. نظمتها حركة التضامن السورية، وهي منظمة غير ربحية مقرها كاليفورنيا، كان من المخطط أن تتحدث الأم أغنيس في أماكن، وخاصة الكنائس، على السواحل الغربية والشرقية للولايات المتحدة.
في نوفمبر 2013، انسحبت من التحدث في المؤتمر السنوي القادم لائتلاف أوقفوا الحرب البريطاني في 30 نوفمبر بعد أن قرر مشاركان، جيرمي سكاهيل وأوين جونز، عدم التحدث في الاجتماع إذا كان ذلك يعني مشاركة المنصة مع الأم أغنيس.
تم اتهامها بمشاركة الأكاذيب من دعاية النظام السوري. 